# Liste des cardinaux créés par Jean XXIII
Au cours de son pontificat de 1958 à 1963, le pape Jean XXIII a créé 52 cardinaux à l'occasion de 5 consistoires ordinaires. Depuis la mort de Mgr Franz König le 13 mars 2004, il n'y a plus aucun cardinal connu nommé par Jean XXIII qui soit encore en vie.

## Créés le 15 décembre 1958
- John Francis O'Hara (1888-1960),  États-Unis
- Giuseppe Fietta (1883-1960),  Italie
- Domenico Tardini (1888-1961),  Italie
- William Godfrey (1889-1963),  Angleterre
- Amleto Cicognani	(1883-1973),  Italie
- Carlo Chiarlo	(1881-1964),  Italie
- André Jullien (1882-1964),  France
- Paul Richaud	(1887-1968),  France
- Francesco Bracci (1879-1967),  Italie
- Paolo Giobbe	(1880-1972),  Italie
- Julius Döpfner (1913-1976),  Allemagne
- Giovanni Battista Montini (1897-1978), (futur pape Paul VI élu en 1963),  Italie
- Carlo Confalonieri (1893-1986),  Italie
- Antonio María Barbieri (1892-1979),  Uruguay
- José Maria Bueno y Monreal (1904-1987),  Espagne
- Franz König	(1905-2004),  Autriche
- Fernando Cento (1883-1973),  Italie
- José Garibi y Rivera	(1889-1972),  Mexique
- Alberto di Jorio (1884-1979),  Italie
- Giovanni Urbani (1900-1969),  Italie
- Richard James Cushing (1895-1970),  États-Unis
- Alfonso Castaldo (1890-1966),  Italie
- Francesco Roberti (1889-1977),  Italie

## Créés le 14 décembre 1959
- Augustin Bea (1881-1968),  Pays-Bas
- William Theodore Heard (1885-1973),  Écosse
- Arcadio Larraona (1887-1973),  Espagne
- Paolo Marella	(1895-1984),  Italie
- Albert Gregory Meyer	(1903-1965),  États-Unis
- Francesco Morano (1872-1968),  Italie
- Aloisius Joseph Muench (1889-1962),  États-Unis
- Gustavo Testa (1886-1969),  Italie

## Créés le 28 mars 1960
- Laurean Rugambwa (1912-1997),  Tanzanie
- Peter Tatsuo Doi (1892-1970),  Japon
- Rufino Jiao Santos	(1908-1973),  Philippines
- Bernard Jan Alfrink	(1900-1987),  Pays-Bas
- Joseph-Charles Lefèbvre (1892-1973),  France
- Luigi Traglia (1895-1977),  Italie
- Antonio Bacci	(1885-1971),  Italie

Trois cardinaux seront nommés in pectore mais leurs noms ne furent jamais révélés.

## Créés le 16 janvier 1961
- José Humberto Quintero Parra (1902-1984),  Venezuela
- Joseph Elmer Ritter (1892-1967),  États-Unis
- Luis Concha Córdoba (1891-1975),  Colombie
- Giuseppe Ferretto (1899-1973),  Italie

## Créés le 19 mars 1962
- Giovanni Panico (1895-1962),  Italie
- Gabriele Acacio Coussa (1897-1962),  Syrie
- Anselmo Albareda (1892-1966),  Espagne
- Ildebrando Antoniutti	(1898-1974),  Italie
- Michael Browne (1887-1971),  Irlande
- José da Costa Nunes	(1880-1976),  Portugal
- Efrem Forni (1889-1976),  Italie
- Juan Landazuri Ricketts (1913-1997),  Pérou
- Raúl Silva Henríquez (1907-1999),  Chili
- Léon-Joseph Suenens (1904-1996),  Belgique